# Symonicoccus chorizandrae
Symonicoccus chorizandrae är en insektsart som beskrevs av Koteja och Brookes 1981. Symonicoccus chorizandrae ingår i släktet Symonicoccus och familjen skålsköldlöss. Inga underarter finns listade i Catalogue of Life.